# Ciprian Beșta
Ciprian Beșta, né le 1er octobre 1968 à Sibiu, est un ancien handballeur roumain, évoluant au poste d'arrière gauche.

## Palmarès

### En club
- Vainqueur du Championnat de Roumanie (1) : 1994
- Demi-finaliste de la Coupe EHF en 1993 et 1994
- 5e du Championnat de France en 1998

### Récompenses individuelles
- Meilleur buteur du Championnat de France 2000-2001 avec 140 buts[2]
- 2e meilleur buteur du Championnat de France 1999-2000